# Zetomotrichus lacrimans
Zetomotrichus lacrimans är en kvalsterart som beskrevs av Grandjean 1934. Zetomotrichus lacrimans ingår i släktet Zetomotrichus och familjen Zetomotrichidae. Inga underarter finns listade i Catalogue of Life.